# 조충 (후한)
조충(趙忠, ? ~ 189년 9월 22일(음력 8월 25일 또는 그 직후))은 후한 말의 정치가로, 기주(冀州) 감릉국(甘陵國) 동무성현(東武城縣) 사람이다. 성문교위(城門校尉) 조연(趙延)의 형이며, 요서태수(遼西太守) 조포(趙苞)의 종형이다.

## 생애
십상시 중의 한 사람이다.
후한 영제 때 국정을 어지럽힌 간신 집단 십상시의 부수장으로 영제가 그를 어머니라 불렀다고 한다. 당시 후한의 정치적 부패의 요인이었던 환관(宦官)들의 전횡을 비판한 원소에 대해 "저 아이가 끝내 무슨 일을 저지를지 모르겠다"라고 말했다.
십상시의 난(189년 9월 22일(음력 8월 25일) 때 취화루 아래에서 하진(何進)의 동생 하묘(何苗)에게 살해당했다.